# 霍洛季基 (白采爾克瓦區)
49°16′27″N 29°39′26″E / 49.27417°N 29.65722°E

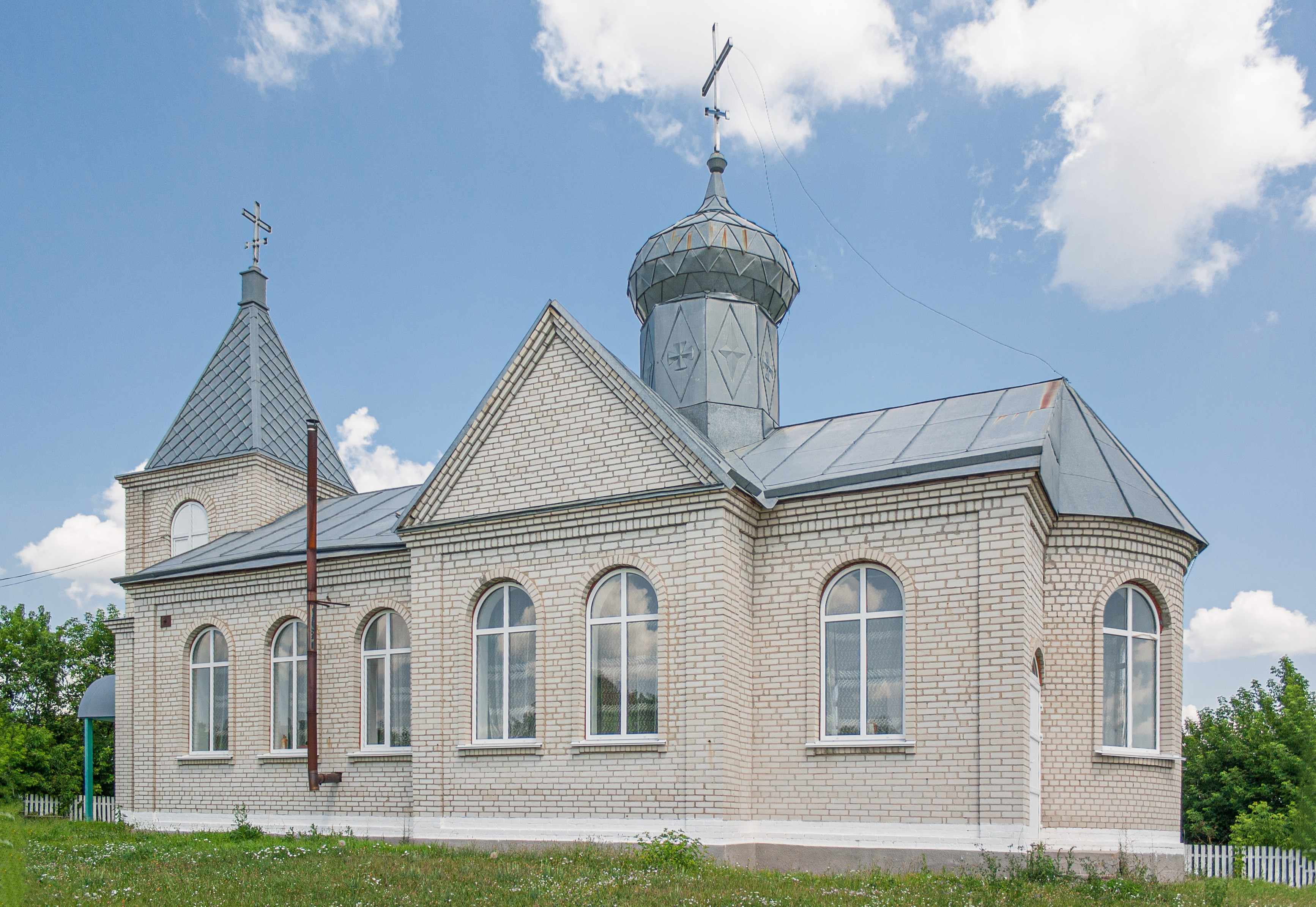
教堂

霍洛季基（烏克蘭語：Голодьки）是位於烏克蘭北部的村莊，由基辅州白采爾克瓦區的泰蒂伊夫市鎮負責管轄。該村始建於1620年，面積3.47平方公里，海拔高度233米，2001年該城鎮人口774。